# Kobyly (Repubblica Ceca)
Kobyly è un comune della Repubblica Ceca facente parte del distretto di Liberec, nella regione omonima.